# Schleichgraben
Der Schleichgraben ist ein ca. 15,5 Kilometer langer Nebenfluss der Schwarzen Elster in Sachsen und Brandenburg.

## Geografie
Er entspringt südlich von Leippe-Torno in einem Landschaftsschutzgebiet auf etwa 130 Meter über NN in einem Hochmoor, fließt im Bereich zwischen Laubusch und Lauta in nördliche Richtung und mündet, nachdem er die Grenze zu Brandenburg überquert hat, auf etwa 100 Meter über NN zwischen Großkoschen und Tätzschwitz in die Schwarze Elster.
Kurz vor der Mündung speist und entwässert der Schleichgraben den Erikasee, eine durch Grubenwasser mittels weiteren kleineren Gräben gespeiste Entwässerung des ehemaligen Braunkohleabbaugebietes Grube Erika. Der Wasserlauf wird im Volksmund im Oberlauf aufgrund der braunen Farbe des durch Eisenausfällung entstandenen Schlammes Korealoch und im Bereich des Erikasees aufgrund des sehr klaren Wassers Silbersee genannt.

## Belastung
Ab den 1930er Jahren diente der Schleichgraben vor allem dem Abtransport von durch das ehemalige Lautawerk schadstoffbelastetem phenolhaltigen Grundwasser. In den achtziger Jahren wurden dann zusätzlich Schadstoffe durch weitere Oberflächendrainagen eingeleitet. Mit dem Bau einer Wasseraufbereitungsanlage 1995 besserte sich die Wasserqualität, solange keine starken Niederschläge die Anlage überfordern.
Das Mündungsstück vor der Schwarzen Elster weist eine Gewässergüteklasse von II-III (kritisch belastet) auf. Der Schleichgraben ist durch toxische Substanzen in hohem Maße beeinträchtigt.
In einer Antwort auf eine Landtagsanfrage vom 21. April 2011 wird der Schleichgraben als in einem ökologisch schlechten Zustand beschrieben.